# 10521 Jeremyhansen
10521 Jeremyhansen este o planetă minoră (asteroid), cu un diametru de 8,61 km, din centura de asteroizi. A fost descoperită pe 14 septembrie 1990 la Observatorul La Silla de Henri Debehogne. 
Obiectul prezintă o orbită caracterizată de o semiaxă mare de 3,1592739 UAi, o excentricitate de 0,19, o înclinație de 3,6159 ° în raport cu ecliptica.